# (580) Селена
(580) Селена (лат. Selene) — астероид главного пояса, который был открыт 17 декабря 1905 года немецким астрономом Максом Вольфом в Обсерватории Хайдельберг-Кёнигштуль и назван в честь Селены, древнегреческой богини Луны. Орбита астероида проходит примерно на самой середине расстояния между орбитами Марса и Юпитера; эксцентриситет чуть ниже, чем у Марса. Приблизительное время оборота вокруг своей оси: около 9,5 часов. Приблизительный диаметр: 46 км. Альбедо около 7 %, сравнимо с лунным. Тиссеранов параметр относительно Юпитера — 3,178.